# NINIFUNI
『NINIFUNI』（ににふに）は、2011年公開の日本の中編映画（上映42分）。ロカルノ国際映画祭で中編映画としては異例の招待作品に選ばれるなど、ヨーロッパを中心に評価された。タイトルの由来は仏教用語の而二不二（ににふに）。これは「表」と「裏」のように、別のものでありながら繋がっている関係を意味し、本作では人間の「光」と「闇」に焦点が当てられている。
早見あかり脱退前のももいろクローバー（後のももいろクローバーZ）が出演していることも話題となった。

## あらすじ
強盗事件の犯人の片割れである田中（宮崎将）は、車を盗み、国道沿いを進んでゆく。やがて辿り着いた砂浜では、アイドルグループ（ももいろクローバー）がプロモーション・ビデオの撮影を行っていた。田中は車中で練炭自殺を図るが、何も知らないアイドル・グループは撮影を続ける。

## 出演者
- 田中：宮﨑将
- 加藤：山中崇
- ももいろクローバー（百田夏菜子、玉井詩織、佐々木彩夏、有安杏果、高城れに、早見あかり[2]）
- 川上アキラ

## スタッフ
- 監督：真利子哲也
- 撮影：月永雄太
- 共同脚本：竹馬靖具
- プロデューサー：西ヶ谷寿一、西宮由貴、紀嘉久
- 美術：寒河江陽子
- 録音：高田伸也
- 助監督：海野敦

## 出品
- 第64回ロカルノ国際映画祭 Fuori Concorso部門招待作品
- チョンジュ国際映画祭 Cinemascape－World Cinema部門招待作品
- 第41回ロッテルダム国際映画祭 Spectrum Shorts部門招待作品

## DVD
- NINIFUNI（2012年12月21日、バンダイビジュアル BCBJ-4458）